# Joanna Rosik
Joanna Rosik, z domu Stefanowska (ur. 21 listopada 1981 w Jeleniej Górze) – polska piłkarka ręczna, występująca na pozycji lewoskrzydłowej. Wychowanka KS Karkonosze Jelenia Góra, którego tradycje kontynuował następnie MKS Vitaral Jelfa Jelenia Góra. W Jeleniej Górze grała przez większość swej kariery z przerwą na wypożyczenie do KS Sokół Żary.

## Osiągnięcia sportowe
- Dwukrotnie brązowy medal Mistrzostw Polski z MKS Vitaral Jelfa Jelenia Góra
- Finał Pucharu Polski
- Półfinał pucharu EHF Challange Cup po wyeliminowaniu drużyny Bayer 04 Leverkusen (Niemcy)
- Występy w Pucharze Zdobywców Pucharów EHF